# Jacques Dupuy
Jacques Dupuy (Tour, 24 de Setembro de 1591 — Paris, 11 de Novembro de 1656) foi humanista, bibliotecário e erudito francês. Filho do magistrado e humanista Claude Dupuy (1545-1594) e irmão de Christophe Dupuy (1580-1654) e de Pierre Dupuy  (1582-1651), com quem fundou na Biblioteca Real rua da Harpa, o gabinete Dupuy, uma academia muito famosa em sua época. Em 1634 François-Auguste de Thou o nomeia prior de Saint-Sauveur-lès-Bray e Jean-Baptiste Colbert dá a ele o priorado de Varangéville, por parte di cardeal Mazarino em 1655. Curador da Biblioteca Real depois da morte de seu irmão mais jovem, Jacques lega ao rei, por ocasião de sua morte, seus livros e manuscritos: mais de 9300 obras impressas e 260 manuscritos antigos., que viriam a constituir os fundos Dupuy para a Biblioteca Nacional da França, incluindo memórias, correspondências, cópias de vários documentos, que datam em sua maioria dos séculos XVI e XVII. Os livros ficaram divididos entre as coleções da Biblioteca Nacional da França, e numa escala menor, na Biblioteca Mazarina, numa situação de intercâmbio realizado entre as duas instituições, em 1668.

## Obras
- Les diuerses oeuures de l'illustrissime Cardinal du Perron, archeuesque de ..., Jacques Davy Du Perron, Chaudière, Collège de la Sainte Trinité de la Compagnie de Jésus - 1633
- Index Viri illustris - 1634
- Nominum propriorum virorum, mulierum, populorum, etc. quae in viri illustris ... - 1634
- Instructions et lettres des rois tres-chrestiens, et de leurs ambassadeurs ... - 1654
- Elegia in obitum illustrissimi viri Jacobi Puteani S. Salvatoris abbatis ... - 1657
- Scaligeriana, sive, Excerpta ex ore Josephi Scaligeri, Joseph Justus Scaliger, Pierre Dupuy, Jean Vassan, Nicolas Vassan, Jean Daillé, Isaac Vossius, - 1666
- Perroniana sive excerpta ex ore cardinalis Perronii, Jacques Davy Du Perron, Christophe Dupuy, Pierre Dupuy - 1669
- Catalogus bibliothecae Thuanae a Petro et Jacobo Puteanis ordine alphabetico ... - 1679
- Traitez concernant l'histoire de France: sc̦avoir la condemnation des ... - Pierre Dupuy, 1685
- Clavis historiae Thuanae - 1696